# 대한민국 형법 제58조
대한민국 형법 제58조는 판결의 공시에 대한 형법총칙의 조문이다.

## 조문
제58조(판결의 공시) ① 피해자의 이익을 위하여 필요하다고 인정할 때에는 피해자의 청구가 있는 경우에 한하여 피고인의 부담으로 판결공시의 취지를 선고할 수 있다.
② 피고사건에 대하여 무죄의 판결을 선고하는 경우에는 무죄판결공시의 취지를 선고하여야 한다. 다만, 무죄판결을 받은 피고인이 무죄판결공시 취지의 선고에 동의하지 아니하거나 피고인의 동의를 받을 수 없는 경우에는 그러하지 아니하다.  <개정 2014.12.30.>
③ 피고사건에 대하여 면소의 판결을 선고하는 경우에는 면소판결공시의 취지를 선고할 수 있다.  <신설 2014.12.30.>

## 해설
피고인의 신청에 의하여 신문지상이나 법원의 공보에 그 판결의 취지를 게시할 수 있다.

## 같이 보기
- 판결공시

## 참고 문헌
- 김재윤, 손동권, 『새로운 형법각론』, 율곡출판사, 2013. ISBN 978-89-974283-4-2